# قراول‌اوستو
قراول‌اوستو (به لاتین: Qarovulüstü یا Qaraulustü) یک منطقه مسکونی در جمهوری آذربایجان است که در شهرستان قوبا واقع شده است. قراول‌اوستو ۱۷۶ نفر جمعیت دارد.